# Abordaje al So San

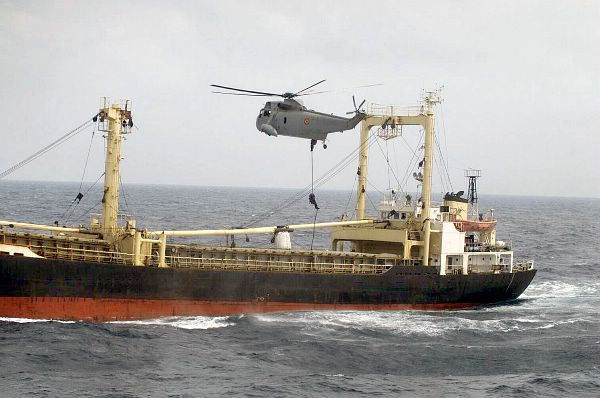
Asalto al So San el 9 de diciembre de 2002.El equipo de abordaje encontró 15 misiles Scud desmontados ocultos por bolsas de cemento, con destino a Yemen. Se llamó a expertos militares estadounidenses desplegados en el área para examinar más a fondo el cargamento. Fuentes de inteligencia estadounidenses habían estado rastreando el barco desde que partió de un puerto de Corea del Norte a mediados de noviembre.

El abordaje del mercante So San fue una operación militar realizada por parte de un grupo de operaciones especiales de Infantería de Marina de la Armada Española que tuvo lugar el 9 de diciembre de 2002 en el Golfo de Adén, en el océano Índico, frente a las costas de Yemen.
Una vez informado el grupo de combate por la inteligencia estadounidense de un buque sin bandera sospechoso de llevar armas a Irak, se trató de detener el buque dándole instrucciones por radio, posteriormente con disparos de advertencia y finalmente se decidió abordarlo. 
El ataque, encuadrado en la Operación Libertad Duradera, se saldó con un éxito rotundo. El buque, procedente de Corea del Norte, transportaba una carga de 15 misiles Scud, 15 cabezas de combate convencionales con 250 kg de explosivo, 23 depósitos de combustible de ácido nítrico y 85 bidones de productos químicos, requisándose todo el cargamento. Yemen comunicó posteriormente el hecho de que la carga les pertenecía y protestó contra la intercepción, ordenando a los Estados Unidos su devolución.

## Desarrollo de la operación

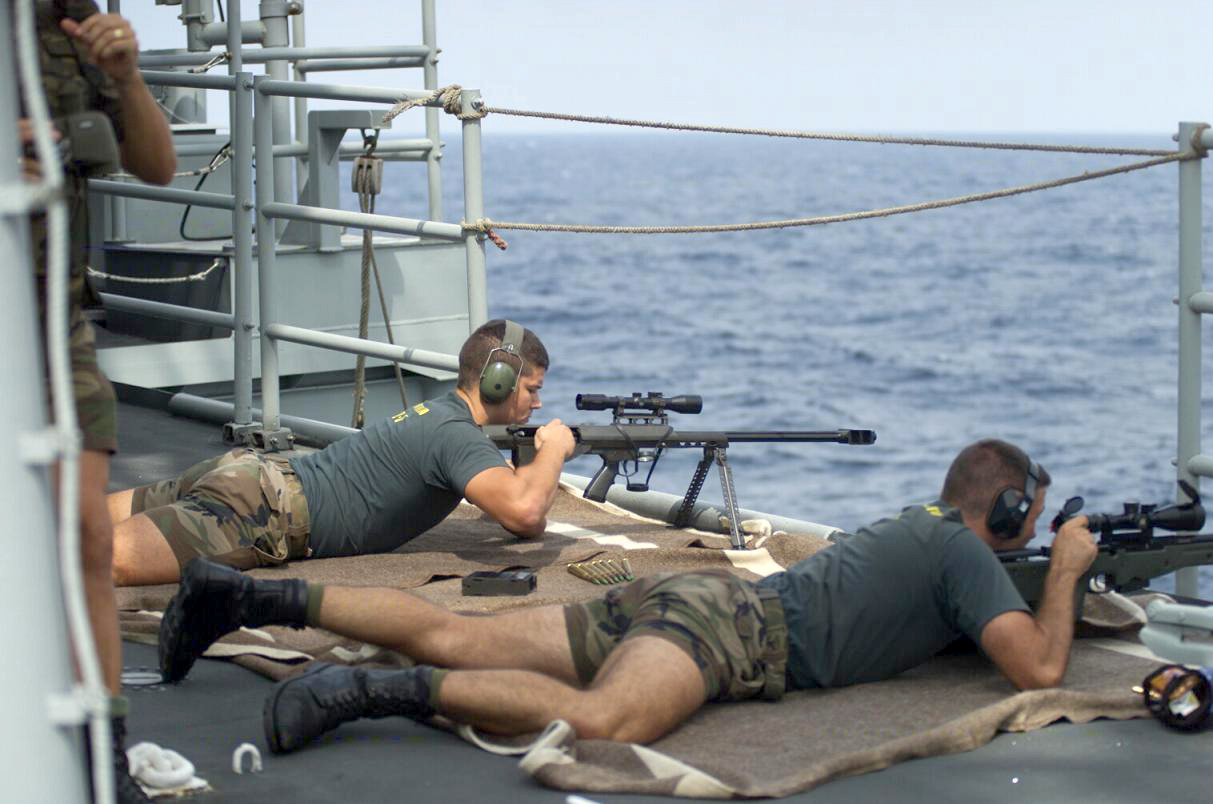
Los marineros españoles a bordo de la fragata Navarra (F-85); los hombres proporcionan cobertura para los equipos de abordaje, durante un abordaje hostil del buque norcoreano So San. Así que San intentó evadir la captura, lo que obligó a Navarra a disparar tiros de advertencia a través de su proa. Las tropas de las Fuerzas Especiales luego llevaron a cabo un abordaje hostil en helicóptero y bote pequeño.

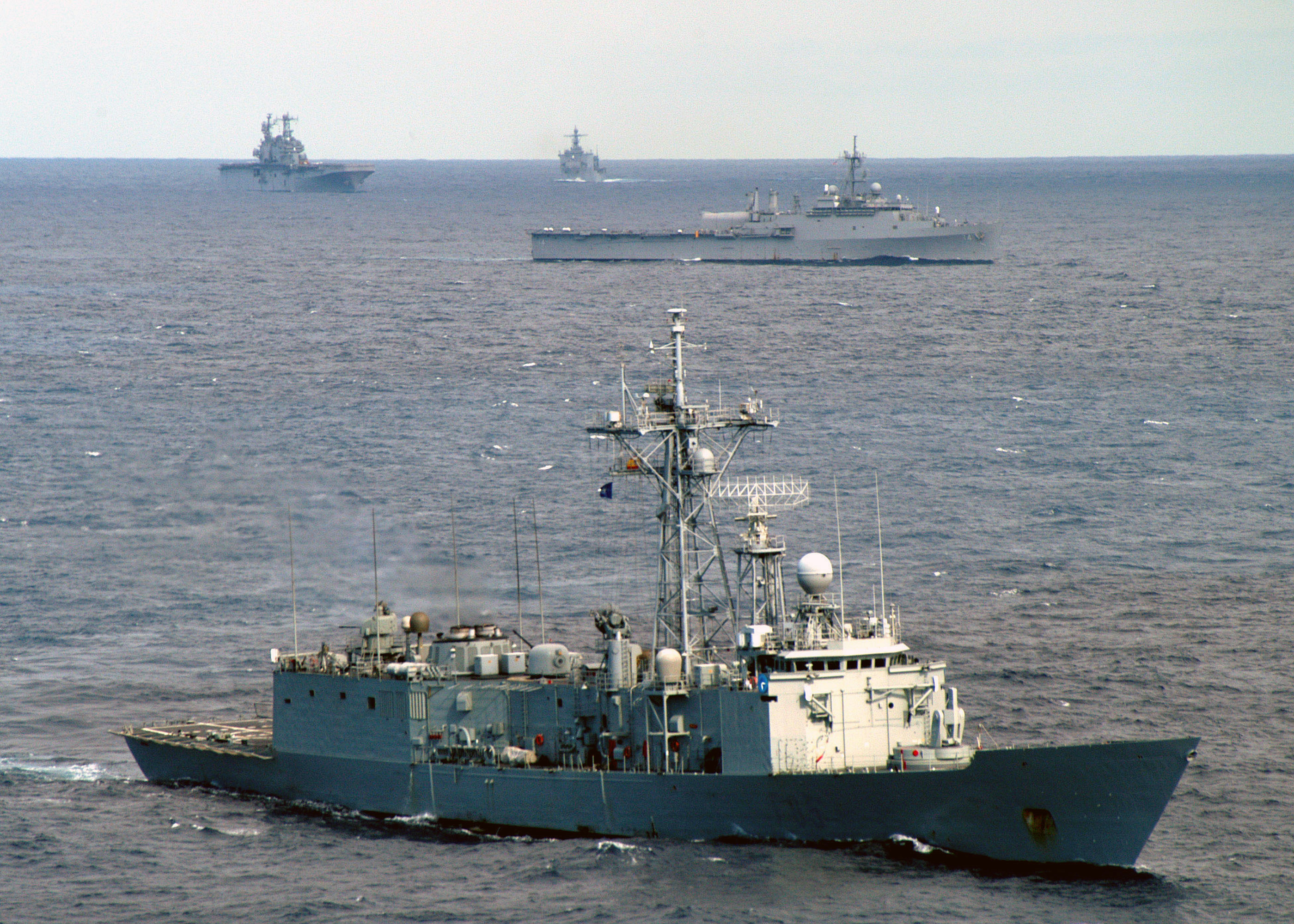
La fragata española Navarra (F-85) en el transcurso de maniobras de la OTAN en el año 2004.

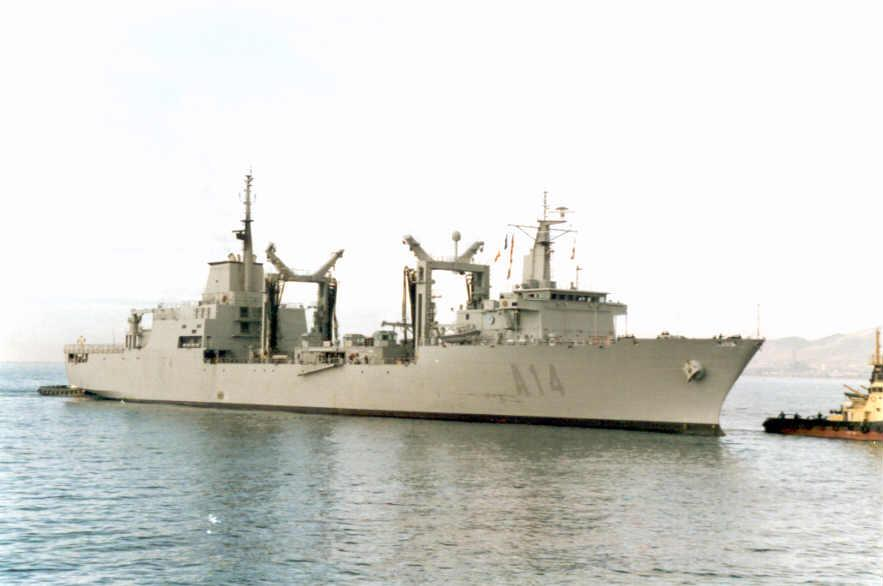
El buque de aprovisionamiento Patiño (A-14) en el año 2004.

El 7 de diciembre el gobierno de los Estados Unidos solicitó a España que localizara e interceptara un buque sospechoso de transportar armas a Irak desde Corea del Norte y que se dirigía a una zona cercana a la zona de operaciones de la Task Force en donde actuaba la flota española próxima a la isla de Socotra, motivo por el que se la conoció como Operación Socotra, en su inicio.
Avistado el buque a varios cientos de millas al sureste de Socotra, la fragata Navarra ordenó al buque repetidas veces que se detuviera para facilitar su inspección, tal y como se venía haciendo ya de forma habitual desde octubre de 2001. Sin embargo, la respuesta del capitán fue muda, así que se puso en marcha una fase disuasoria que la diplomacia en alta mar obligó a prolongar, en este caso, durante unas tres horas y media.
Desde los barcos españoles, comenzaron los disparos de aviso. Los primeros, hasta un total de cuatro, fueron lanzados al agua, a la altura de la proa del buque. Los siguientes, realizados con un fusil, se dirigieron al casco del barco, sin intención de herir, solo de advertir a sus tripulantes. Transcurridas ya tres horas de espera, el capitán del So San no varió su postura, de modo que se optó por el asalto del buque. La última transmisión por radio al mercante se realizó para advertirles que el buque iba a ser abordado y que nadie debería asomarse por las ventanas y escotillas.
Para facilitar la maniobra de abordaje del helicóptero, tiradores de élite rompieron los cables que cruzaban de un lado a otro del barco. Pocos minutos después, un helicóptero salió de la fragata para cubrir a otro que saldría del Patiño con el Tercer ESTOL de la Unidad de Operaciones Especiales de Infantería de Marina, que depositó siete infantes de marina sobre la cubierta del barco. El puente de mando, donde se encontraban los cinco tripulantes del barco, fue tomado sin resistencia, arrestando a los cinco.
Una vez tomado el control del barco, el contralmirante Moreno, que dirigía la operación, envió otra embarcación de auxilio con siete hombres más como dotación de presa procedente del Patiño, que prestarían apoyo a sus compañeros de a bordo. Además, accedió al mercante el equipo de visita y registro procedente de la fragata Navarra, cuya misión era revisar la documentación del So San.

## Composición del grupo de combate
1. Fragata Navarra (F-85)
2. Buque de aprovisionamiento de combate Patiño (A-14)

## Consecuencias
Al parecer, el dictador yemení Alí Abdalá Salé había comprado esos quince misiles al régimen norcoreano por un valor estimado de unos 41 millones de dólares de la época, sin conocerse para qué finalidad, a pesar de que había prometido a EE. UU. que ya no iba a comprar más misiles a Corea del Norte. Aun así, el gobierno estadounidense autorizó la devolución del cargamento, que acabó siendo desembarcado el 14 de diciembre en el puerto yemení de Al Hudayda. Que el entonces régimen de Alí Abdalá Salé era un aliado importante de EE. UU. en su lucha contra Al-Qaeda (Guerra contra el terrorismo) fue uno de los motivos señalados para que le fuera devuelta la polémica carga. Se desconoce el destino de esos quince misiles que fueron confiscados brevemente.